# Neritos prophaea
Neritos prophaea là một loài bướm đêm thuộc phân họ Arctiinae, họ Erebidae.